# IBM Plex
IBM Plex是IBM的Mike Abbink與Bold Monday合作設計和開發的一種開源字體超家族。IBM的企業字体将從使用了五十多年的Helvetica更換為Plex，以減少支付大量的许可证费用。
字体家族的版本1.0具有四个字体，每个字体含有細體 (Thin)、超輕 (Extra Light)、輕 (Light)、正常 (Regular)、正文 (Text)、中 (Medium)、半粗體 (Semi-bold)、粗體(Bold)等八種字重，以及斜体。
- IBM Plex Sans ：一种无衬线体字体，其设计灵感来自Franklin Gothic 。之所以没有采用其他无衬线体，是因为过于柔和（人本主义体），效率低下（几何体）和过于完善（新怪诞体）。IBM Plex Sans采用了Franklin Gothic的某些特征，例如倾斜的末笔， 双层g、数字1底端的横画。2019年4月7日，发布了IBM Plex Sans的变量版IBM Plex Sans Variable 。
- IBM Plex Sans Condensed – IBM Plex Sans的压缩窄体。
- IBM Plex Mono ：基于IBM Plex Sans的等宽字体。斜体设计的灵感来自IBM Selectric打字机上使用的Italic 12字体；斜体的i ， j ， t和x字母尤其明显。
- IBM Plex Serif ：一种过渡性衬线字体，其设计灵感来自Bodoni和Janson 。其他衬线字体分类由于过于人文或者老式（旧体字），过于笨拙且不适合长文本（平板衬线）而未采用。IBM Plex Serif中使用了Bodoni的一些特征，例如球末笔和矩形衬线。

## Unicode覆盖率
在1.0版本中的IBM Plex字體支援100餘種語言，囊括最常用的拉丁字母（包含越南語字母）以及西里尔字母（IBM Plex窄体除外）。在IBM Plex Sans 3.0版中，新增了對单调希腊文的支援。針對其他书写系统，单独的字体没有斜体：
- IBM Plex Sans Hebrew –新增支援希伯来文。
- IBM Plex Sans Thai – 2018年10月15日發布，新增支援無圈泰文[4]。
- IBM Plex Sans Thai Looped –2019年4月5日，新增對帶圈泰文的支援[5]。
- IBM Plex Sans Devanagari –2018年12月14日發布，新增支援天城文[6]。
- IBM Plex Sans Arabic –2019年3月13日發布，新增支援阿拉伯文[7]。
- IBM Plex Sans KR – 2020年6月8日發布，新增支援韓語韓字[8]。
- IBM Plex Sans JP – 2021年7月24日公開，新增支援日語漢字及假名。
- IBM Plex Sans TC – 2024年1月24日公開，新增支援繁體中文。

此外，Mike Abbink和Bold Monday都已證實將針對CJK、孟加拉文、泰米爾文和卡納達文提供支援。
本字體亦支援常見的数学及货币符号（包括2017年批准为Unicode的比特币（₿）#U+20BF）以及诸如fi和fl之类的合字，以及a，g和0的样式替换 。 
IBM Plex Sans Condensed，IBM Plex Mono和IBM Plex Serif有一些未发布的符号，例如通用货币符号（¤），角分符号（'）和角秒符號（''）。此外，迈克·阿宾克（Mike Abbink）已确认支持数学运算符块，并支持2019年APL编程语言中使用的符号。
FCC #EFCC和CE标记 #ECE0徽标在专用区域内被编码为字形。在1.0版之前，五个IBM徽标（实心和8栏徽标以及I-Bee-M徽标） #EBE1~#EBE7也被编码为字形。

## 授权
IBM仅根据SIL开源字体授权（SIL OFL）许可字体文件。尽管在2018年8月9日至2018年8月21日之间，这些字体还根据Apache许可进行了双重许可 。由于担心Apache许可不适用于字体，因此取消了这种双重许可安排。SIL OFL许可证是免费和开源的；但是，需要使用专有软件FontLab Studio才能从源代码构建字体。
Bold Monday还提供与Apache许可下的字体有关的CSS，SCSS和JavaScript Web开发代码。 
SIL OFL允许保留IBM Plex的名称，并于2017年12月注册商标。

## 外部鏈結
- GitHub页面（页面存档备份，存于）
- 官方网站（页面存档备份，存于）
- IBM Plex Sans（页面存档备份，存于）在Google字体上
- IBM Plex Sans压缩（页面存档备份，存于）在Google字体上
- IBM Plex Mono（页面存档备份，存于）在Google字体上
- IBM Plex Serif（页面存档备份，存于）在Google字体上